# 浅尾陣屋
浅尾陣屋（あさおじんや）は現在の岡山県総社市門田（備中国賀陽郡浅尾村）にあった陣屋で、浅尾藩の藩庁である。

## 概要
外様大名→交代寄合旗本→譜代大名という系譜の家系である蒔田氏が藩主である。
浅尾藩は蒔田広定が関ヶ原の戦いで西軍に組し、江戸幕府の世になると浅野幸長の執り成しで赦され、慶長8年（1603年）1万石にて備中国浅尾の地に陣屋を置いた事に始まる。陣屋は土塀で囲まれ、御本殿、御台場が丘陵上にあり、その下に家臣の屋敷などがあるといった形であった。
寛永13年（1636年）、2代藩主定正の代に3千石分知した。以降は交代寄合旗本として、実に230年に及ぶ時代を過した。
文久3年（1863年）、12代広孝の代に京都市中見廻りの功により、高直しが行われ1万石の譜代大名となった。

## 倉敷・浅尾騒動
元治元年（1864年）の禁門の変が原因で、慶応2年（1866年）に長州藩第二奇兵隊を抜けた浪士達により、倉敷代官所と共々、陣屋が焼き討ちされてしまった。以降十分に再建されないまま明治維新を迎えた。

## 遺構
現在、陣屋の遺構として石垣、土塁が残り、稲荷神社、石碑が立っていて、崩れかけた土塀が延々と残り（総社市文化財）、復元した土塀があり、公園となっている。